# Monument des Héros du Kosovo à Kruševac
Le monument des Héros du Kosovo à Kruševac (en serbe cyrillique : Споменик косовским јунацима у Крушевцу ; en serbe latin : Spomenik kosovskim junacima u Kruševcu) se trouve à Kruševac, dans le district de Rasina, en Serbie. Il est inscrit sur la liste des monuments culturels protégés de la république de Serbie (identifiant no SK 967),.

## Présentation

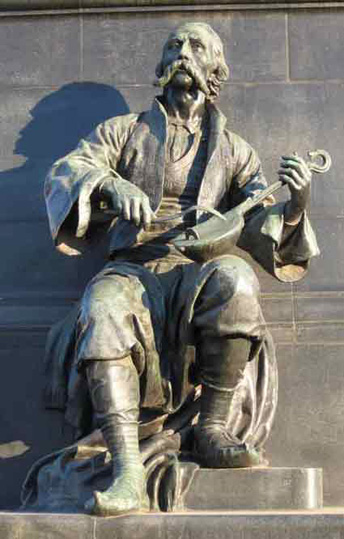
Le guslar Filip Višnjić.

La première pierre du monument a été posée à l'occasion du 500e anniversaire de la bataille de Kosovo Polje par le roi Alexandre Ier en 1889. Le monument a été réalisé par le célèbre sculpteur Đorđe Jovanović, qui a remporté une médaille d'or pour ce travail en 1900 à l'exposition universelle de Paris,, manifestation pour laquelle les éléments sculpturaux du monument avaient été créés et exposés. Le jour de Vidovdan 1904 (28 juin 1904), le monument a été inauguré solennellement en présence du roi Pierre Ier.
Le monument s'élève sur un piédestal haut de 6 m à partir d'une base carrée qui s'effile progressivement jusqu'au sommet. Une statue représentant le guslar aveugle Filip Višnjić a été placée sur le côté nord du piédestal. Sur le côté sud se trouve la représentation d'une jeune fille personnifiant la Serbie ; cette jeune fille porte une couronne de laurier en signe de triomphe. Du côté est du piédestal est représentée la communion de l'armée du prince Lazar avant la bataille de Kosovo Polje et, du côté ouest, se trouve une scène montrant l'assassinat du sultan Mourad Ier par Miloš Obilić. Au sommet du monument se trouve un groupe sculpté représentant le héros épique Boško Jugović surmonté d'une figure de la déesse de la Victoire aux ailes déployées.

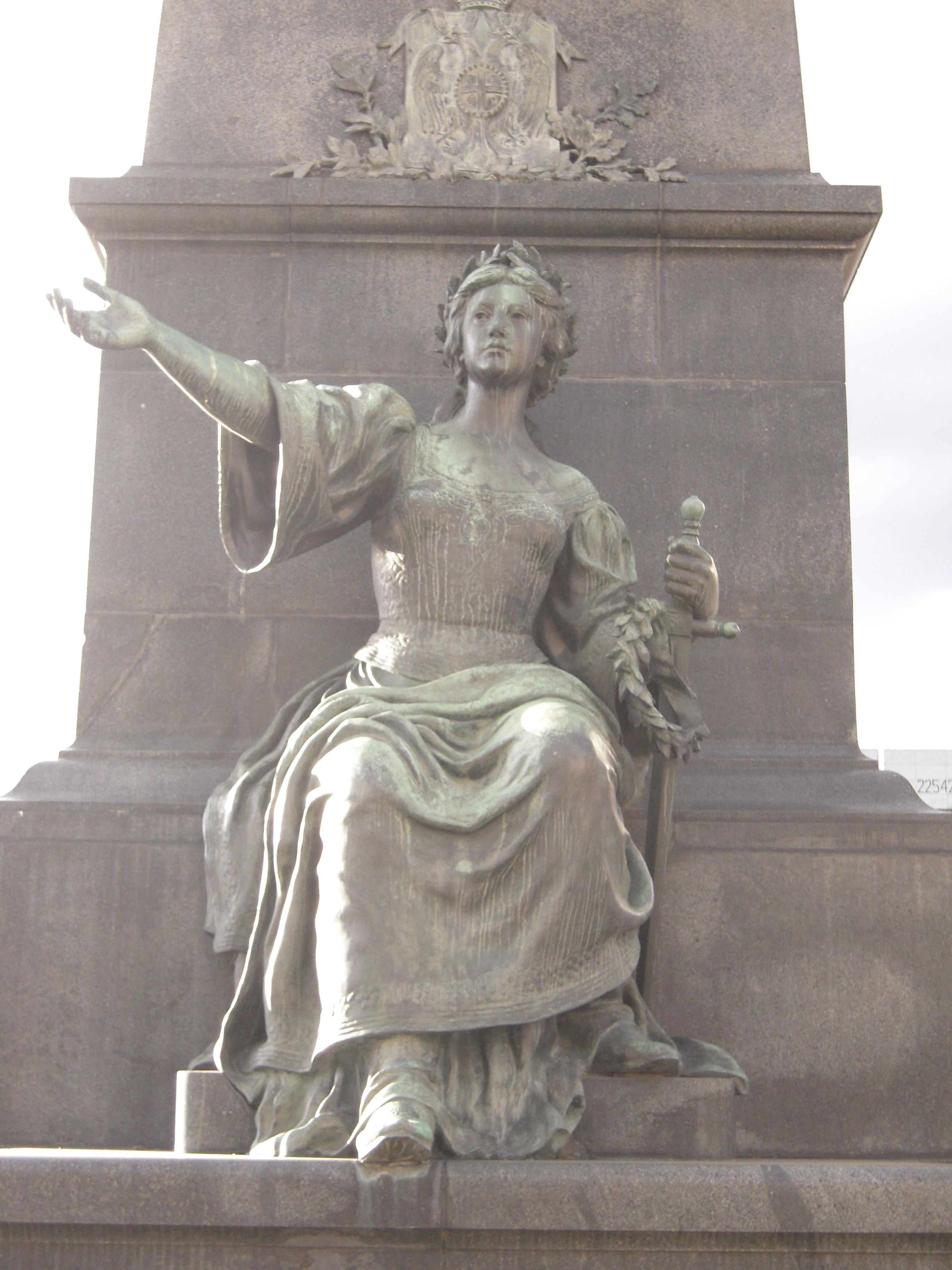
Personnification de la Serbie victorieuse.
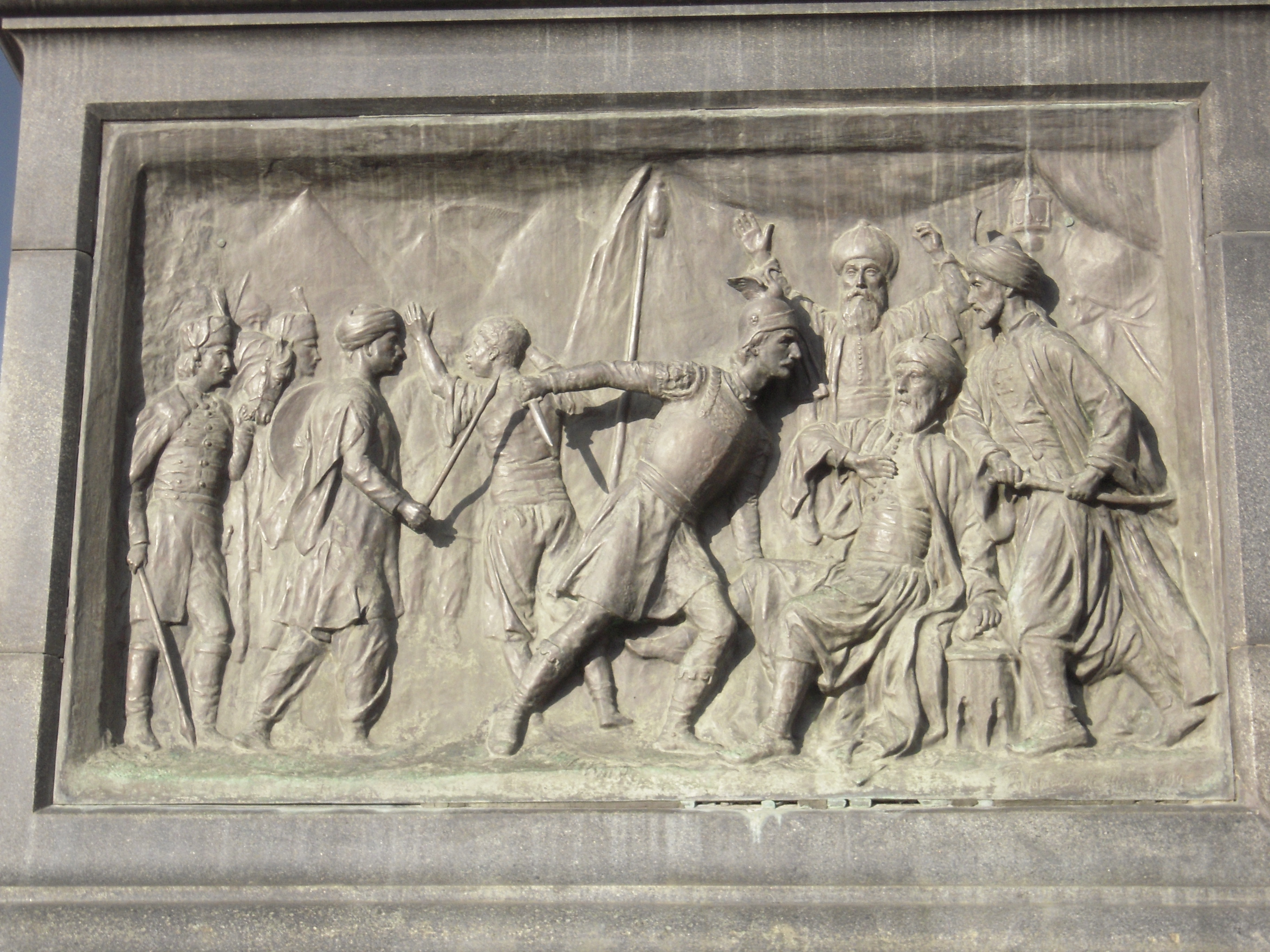
Le meurtre de Mourad Ier par Miloš Obilić.
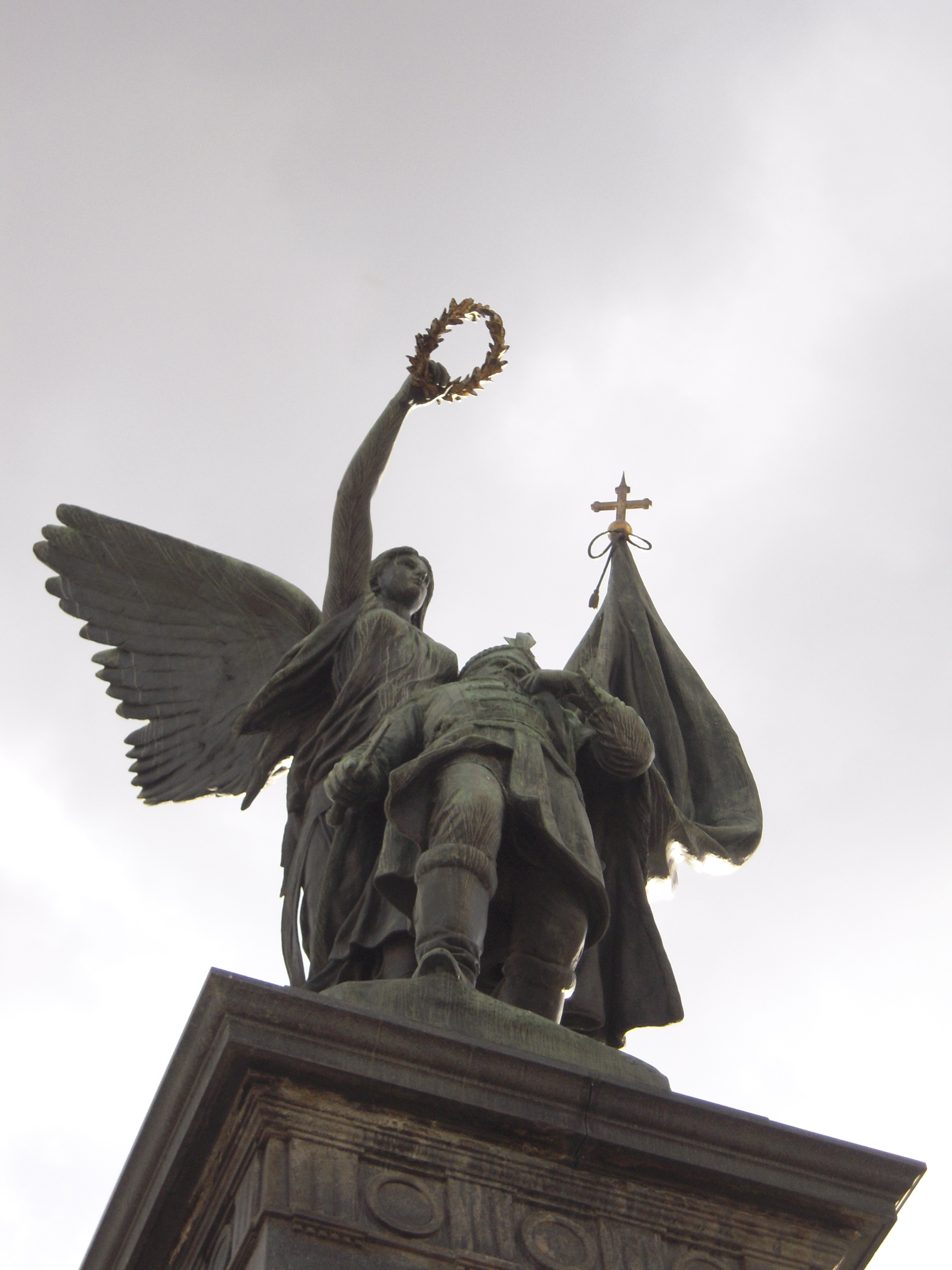
Boško Jugović et la déesse de la Victoire.